# Christopher Dedrick
Christopher Dedrick (12 septembre 1947 à Delevan (New York) - 6 août 2010) à Toronto est un compositeur canadien.

## Filmographie
(décembre 2011).
- 1971 : Pigeons
- 1972 : The Happiness Cage
- 1985 : Ray Bradbury présente ("The Ray Bradbury Theater") (série télévisée)
- 1987 : Taking Care of Terrific (TV)
- 1989 : Les Contes d'Avonlea ("Road to Avonlea") (série télévisée)
- 1989 : Glory! Glory! (TV)
- 1990 : Dracula: The Series (série télévisée)
- 1994 : Race to Freedom: The Underground Railroad (TV)
- 1994 : Les Jumelles Dionne (téléfilm), de Christian Duguay (TV)
- 1995 : Under the Piano (TV)
- 1996 : Great Adventures of the 20th Century: Lawerence of Arabia (TV)
- 1997 : The Arrow (TV)
- 1997 : The Planet of Junior Brown
- 1998 : Aliens: Are We Alone? (TV)
- 1998 : Émilie de la nouvelle lune ("Emily of New Moon") (série télévisée)
- 1998 : Les Sources de l'amour (This Matter of Marriage) (TV)
- 1999 : The Witness Files
- 1999 : The Panama Canal (TV)
- 1999 : Master of the Abyss (TV)
- 1999 : Grand Canyon (TV)
- 1999 : Charles Lindbergh: The Lone Eagle (TV)
- 1999 : Sally Marshall Is Not an Alien
- 2000 : The Courage to Love (TV)
- 2000 : Love and Murder (TV)
- 2000 : Deadly Appearances (TV)
- 2001 : Kidnapped: Frank Sinatra Jr. (TV)
- 2001 : Walter and Henry (TV)
- 2002 : Torso: The Evelyn Dick Story (TV)
- 2003 : Cruiseship Rescue (TV)
- 2003 : The Saddest Music in the World
- 2003 : Shattered City: The Halifax Explosion (TV)
- 2004 : Genius Sperm Bank (TV)
- 2004 : Exorcists: The True Story (TV)
- 2004 : Childstar
- 2004 : I, Claudia
- 2005 : My Dad Is 100 Years Old
- 2005 : Waking Up Wally: The Walter Gretzky Story
- 2009 : Death or Canada (en) (TV)